# Mahadev Desai
Pour les articles homonymes, voir Desai.
Mahadev Desai (né le 1er janvier 1892, mort le 15 août 1942) a été un militant dans le mouvement pour l'indépendance de l'Inde. Il est surtout connu comme le secrétaire personnel de Gandhi. Il est l'auteur de plusieurs livres sur les luttes sociales des Indiens contre le colonisateur britannique, et d'un journal en 9 volumes sur son activité avec le Mahatma.
Desai était un jeune avocat à Ahmedabad quand il décida de rejoindre Gandhi avec Narhari Parikh, Mohanlal Pandya et Ravi Shankar Vyas, et devint son secrétaire le plus dévoué pendant plus de 25 années, de 1917 à 1942. Les quatre furent les premiers partisans de Gandhi.
Mahadev Desai a été arrêté avec Gandhi pendant l'ensemble des révoltes nationalistes. La principale période d'intérêt est celle où Gandhi fut incarcéré à la prison de Yeravda, près de Pune (Maharashtra), de 1931 à 1934. Desai a écrit la plupart de ses travaux importants sur Gandhi pendant cette période. Il a été arrêté le matin du 9 août après l'appel de Gandhi aux Anglais de quitter l'Inde, et fut envoyé au palais d'Aga Khan pour emprisonnement. Il mourut le 15 août 1942.
Gandhi fut atterré par la mort précoce de Desai. Gandhi et son épouse Kasturba Gandhi le considéraient comme leur fils, et sa mort fut pleurée par les défenseurs de Gandhi à travers le pays.
Il a écrit plusieurs livres sur les luttes non-violentes menées par Gandhi en Inde, et son journal Jour après jour avec Gandhi en neuf volumes.
En plus de ce journal intime, Desai également a contribué régulièrement à Young India et Navajivan, deux journaux dont Gandhi était rédacteur en chef. Pendant l'incarcération de Gandhi, Mahadev prit son relais à la direction du Navajivan.
Motilal Nehru, père de Jawaharlal Nehru, demanda en 1920 à Gandhi les services de Mahadev Desai pour éditer le quotidien Independant, d'Allahabad. Desai stupéfia en sortant un journal manuscrit polycopié, alors que la presse avait été confisquée par le gouvernement britannique. Desai fut condamné à un an de prison ferme pour ses écrits. En prison, il constata que les autorités pénitentiaires maltraitaient les prisonniers, les flagellant fréquemment. Son rapport décrivant la vie à l'intérieur d'une prison indienne, publié dans Young India et Navajivan, força les autorités britanniques à réformer drastiquement le système pénitentiaire.
Desai était parmi les membres fondateurs de All India Newspaper Editors' Conference. Il a également fréquemment contribué à divers journaux indiens nationalistes tels que Free Press, Bombay Chronicle, Hindustan Times, The Hindu et Amrita Bazar Patrika.
Son fils Narayan Desai est également un activiste non-violent.

## Bibliographie

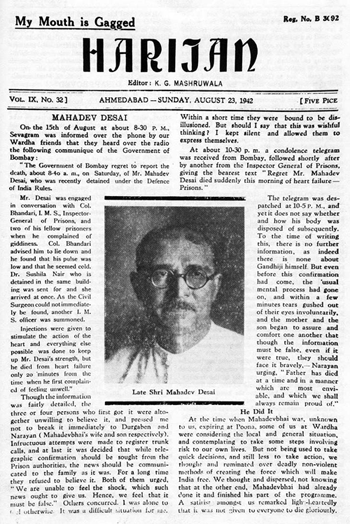
Notice nécrologique dans Harijan, le journal dirigé par Gandhi